# Srednja Dobošnica
Srednja Dobošnica är en ort i Bosnien och Hercegovina.   Den ligger i entiteten Federationen Bosnien och Hercegovina, i den centrala delen av landet, 80 km norr om huvudstaden Sarajevo. Srednja Dobošnica ligger 255 meter över havet och antalet invånare är 2 967.
Terrängen runt Srednja Dobošnica är platt åt sydost, men åt nordväst är den kuperad. Runt Srednja Dobošnica är det ganska tätbefolkat, med 93 invånare per kvadratkilometer.. Närmaste större samhälle är Tuzla, 17,2 km öster om Srednja Dobošnica. 
Omgivningarna runt Srednja Dobošnica är en mosaik av jordbruksmark och naturlig växtlighet.